# Svenska Norgehjälpen
Svenska Norgehjälpen samlade in pengar, begagnade kläder, skor, husgeråd m.m till nödlidande under Nazi-Tysklands ockupation av Norge åren 1940-1945. Bl.a. skänktes 65 000 ton livsmedel. En av de största givarna var näringslivets fond Norvegia. Hjälpen kulminerade under krigsslutet 1945 med en stor radioinsamling i Sverige, insamlingen kallades för ”Frihetsgåvan”. De ekonomiska bidragen uppgick till totalt ca 72 miljoner kronor i 1945 års penningvärde .
Svenska Norgehjälpen mobiliserades av 30-talet ideella och politiska förbund genom ca 800 lokalkommittéer i Sverige. Hjälpen administrerades i Norge av Nasjonalhjelpen
Begrepp som sammankopplas med Svenska Norgehjälp är svenskehusen, svenskesuppe och svenskepakker. 
En del av de kvarvarande bidragen efter krigsslutet användes till bildandet av en fond i Norge respektive i Sverige för svensk- norskt samarbete. De två fonderna sammanslogs 1993 till en fond, Svensk-norska samarbetsfonden. 
Norge har vid olika tillfällen visat sitt tack för den humanitära hjälpen från Sverige under andra världskriget, bland annat genom att överlämna nationalgåvan Voksenåsen till svenska staten 1955 Det är svensk-norskt kulturcentrum och konferensanläggning strax utanför Oslo.